# Canthigaster figueiredoi
Canthigaster figueiredoi är en fiskart som beskrevs av Moura och Castro 2002. Canthigaster figueiredoi ingår i släktet Canthigaster och familjen blåsfiskar. Inga underarter finns listade.